# Koppe montana
Espèce
Koppe montana est une espèce d'araignées aranéomorphes de la famille des Liocranidae.

## Distribution
Cette espèce est endémique de Java en Indonésie. Elle se rencontre vers 1 500 m d'altitude dans le parc national de Gunung Gede Pangrango.

## Description
Le mâle holotype mesure 3,60 mm et la femelle paratype 3,70 mm.

## Étymologie
Son nom d'espèce lui a été donné en référence au lieu de sa découverte, une montagne.

## Publication originale
- Deeleman-Reinhold, 2001 : Forest spiders of South East Asia: with a revision of the sac and ground spiders (Araneae: Clubionidae, Corinnidae, Liocranidae, Gnaphosidae, Prodidomidae and Trochanterriidae. Brill, Leiden, p. 1-591.